# Ornithocephalus grex-anserinus
Ornithocephalus grex-anserinus är en orkidéart som beskrevs av Robert Louis Dressler och Mora-ret. Ornithocephalus grex-anserinus ingår i släktet Ornithocephalus och familjen orkidéer.
Artens utbredningsområde är Costa Rica. Inga underarter finns listade i Catalogue of Life.